# Kihon
Il kihon, nel karate, è l'insieme delle tecniche fondamentali.
In italiano potremmo tradurlo con le parole "basilare" o "rudimenti". La parola kihon è composta da due sezioni: Ki (fondamenta o radici) e Hon (base). Visualizzando gli ideogrammi delle due sezioni si nota che Ki è formato da due parti, una che simboleggia la terra e l'altra rappresenta l'inizio; Hon, invece, mostra un albero le cui radici sono rivolte verso il basso. La parola Kihon ha dunque il significato della necessità di porre delle solide fondamenta, delle profonde radici per poter costruire qualche cosa di duraturo.
Nella cultura giapponese viene data molta importanza alla preparazione prima di mettere mano a qualunque progetto ed è importante essere padroni delle basi di qualunque disciplina, prima di progredire in essa.
Come in qualsiasi altra disciplina, anche nel karate, senza una perfetta padronanza degli esercizi di base, non è possibile progredire e raggiungere notevoli livelli di pratica. 
Le basi del karate, i primi esercizi insegnati all'allievo, portano a imparare il corretto uso del proprio corpo, sia esso in movimento o statico.
Il Kihon, quindi, è la forma di allenamento base, di parata o di attacco, su cui si basa il Karate. 
Nella pratica del kihon si impara a migliorare la propria resistenza e a ottenere una maggiore rapidità nell'esecuzione; aiuta anche a rafforzare lo spirito combattivo e l'allievo apprende come gestire le "armi" del nostro corpo.
Un elemento importante del karate è il kime.
Il kime, nella pratica del Karate, può essere definito come "focalizzazione della massima potenza esplosiva del colpo" in un punto stabilito.
Lo studio e la corretta comprensione di ogni singola tecnica, da parte dell'allievo, dovranno trovare quindi il loro naturale coronamento nello sviluppo del kime, conferendo ad ogni attacco e ad ogni parata la massima incisività, potenza e pulizia.
Nessun praticante di Karate, dunque, può aspirare a progredire verso i gradi superiori della disciplina se non è in grado di applicare un buon kime durante l'esecuzione delle tecniche. Lo stesso principio si applica, a maggior ragione, nelle manifestazioni agonistiche, nelle quali il kime è uno degli elementi fondamentali di valutazione dell'atleta.